# Гак (діакритичний знак)
В набірному виробництві гак або хвостик — діакритичний знак, що приписується до літер у багатьох алфавітах. Має форму гака і може бути приєднаний до літери знизу, як нижній виносний елемент, зверху, як верхній виносний елемент, і іноді збоку. Орієнтація знака може впливати на його значення: коли він знаходиться внизу і спрямований вліво — він може бути трактований як палатальний гак, а коли він направлений вправо — він називається «хвостиком» і може бути інтерпретований як ретрофлексний гак. Існують також гак зверху, діакритичний знак, що використовується у в'єтнамській мові, і ротичний гак, що використовується в МФА.

## Літери з гаком
Можна стверджувати, що гак був використаний для створення літери J з літери I, або літери Ŋ з літери N. Тим не менш, ці літери зазвичай не пов'язують з даним діакритичним знаком [джерело не вказане 2135 днів].
Більшість літер з гаком використовуються в МФА, а також багато мов використовують їх (разом з великими варіантами) для позначення тих же звуків. Крім того, велика кількість літер з різними гаками використовується у шведському фонетичному алфавіті Landsmålsalfabetet, при цьому один і той же гачок завжди позначає ту саму модифікацію звука, що позначається базовою літерою.
Гак часто приєднується до верхньої частини літери, іноді замінюючи верхній виносний елемент. Якщо він приєднується до нижньої частини літери, він може бути загнутим ліворуч (палатальний гак) або вправо (ретрофлексний гак). Втім, гак, загнутий вліво, не завжди позначає палатальність або палаталізацію (наприклад, для букви Ꞔ ꞔ це не завжди так), а гак вправо не обов'язково позначає ретрофлексію (наприклад, у випадку Ɋ ɋ це неправильно).

## Див також
- Діакритичні знаки